# Miloslav Moulis
Miloslav Moulis (* 21. April 1921 in Prag; † 25. März 2010 ebenda) war ein tschechoslowakischer Widerstandskämpfer gegen den Nationalsozialismus, Häftling im KZ Buchenwald, Mitglied des Generalrats des Internationalen Komitees Buchenwald-Dora und Kommandos sowie Journalist und Buchautor.

## Leben
Moulis wurde wegen seiner Widerstandstätigkeit im besetzten Prag 1940 verhaftet. 1943 wurde er in das KZ Buchenwald überführt und erhielt die Häftlingsnummer 15941. Er wurde dem Arbeitskommando Schreibstube zugeteilt. Moulis wurde Mitglied der tschechischen Widerstandsgruppe.
Als die NS-Herrschaft beseitigt war, kehrte er in seine Heimat zurück und wurde Redakteur einer Zeitung. Er beteiligte sich an der erinnerungspolitischen Arbeit der befreiten Häftlinge im Sinne des Schwurs von Buchenwald. Er war Sekretär des tschechoslowakischen Buchenwald-Komitees und wirkte als Mitglied des Generalrats des Internationalen Komitees Buchenwald-Dora und Kommandos. Moulis verfasste mehrere Bücher über seinen KZ-Aufenthalt und den tschechoslowakischen Widerstand gegen NS-Deutschland.
Noch am 19. April 2000 erklärte er dem tschechischen Rundfunk, Abteilung Tagesecho:

„Gerade am 19. April haben wir uns, die befreiten Gefangenen von Buchenwald am Hauptplatz von Buchenwald versammelt und es wurde der Buchenwalder Schwur verlesen, der mit den Worten endet, dass wir den Kampf gegen die Wurzeln und Überreste des Faschismus nie beenden werden. Alle 20 000 anwesenden Gefangenen haben geschworen, diesem Eid ein Leben lang treu zu bleiben.“

## Veröffentlichungen
- To byl Buchenwald. Příspěvek k historii koncentračního tábora Buchenwaldu, Praha 1957
- (mit Roman Cilek:) Zapomeňte že jste byli lidmi..., Praha 2005[3]
- Geheimes Passwort - Grenade, Verlags-Magnet (Ex-NV), Prag 1973, ISBN keine
- Der Aufstieg und Fall von General Gajda, Verlag Akcent Trebíč 2000, ISBN 80-7268-062-5